# Pogotowie zbrojne
Pogotowie zbrojne – przygotowanie i rozmieszczenie sił zbrojnych państwa do potencjalnego starcia z przeciwnikiem; nieorężny pojedynek przeciwstawnych sobie wojsk.
Pogotowie zbrojne ma zapewnić swobodę działania w okresie poprzedzacym bezpośrednie starcie z przeciwnikiem, stwarzać dlań zagrożenie i odstraszyć.
Elementami pogotowia są gotowość mobilizacyjna i bojowa wojsk, ich rozwijanie, rozmieszczenie, ubezpieczenie i gotowość alarmowa oraz osłona operacyjna w strefach przygranicznych.

## Ujęcie historyczne
Jednym z klasycznych przykładów pogotowia strategicznego było rozlokowanie w 1812 wojsk napoleońskiej Wielkiej Armii w Polsce. Rozmieszczone na Pomorzu Gdańskim główne zgrupowanie marszałka Louisa Nicolasa Davouta znajdowało się w stanie pogotowia zbrojnego i tworzyło groźbę uderzenia skrzydłowego z północy w przypadku, gdyby armia Imperium Rosyjskiego chciała uderzyć na Polskę. Takie rozmieszczenie wojsk  umożliwiało też uderzenie na Rosję przez Prusy. Według Mariana Kukiela, Napoleon w obronie nigdy nie uznawał kordonu i prowadzenia obrony bezpośredniej. Typowe było dla niego pogotowie strategiczne i ofensywne prowadzenie obrony. Przykładem pogotowia zbrojnego jest też kryzys kubański między Stanami Zjednoczonymi a Związkiem Radzieckim lub radzieckie naciski militarne na Polskę w latach 1980–1981.

## Charakterystyka pogotowia zbrojnego
Pogotowie zbrojne obejmuje różnorodne działania mające na celu podwyższenie, utrzymanie i odtwarzanie zdolności oraz gotowości bojowej. W okresie poprzedzającym konflikt zbrojny może obejmować: utrzymywanie gotowości bojowej w miejscu stałej dyslokacji, osiąganie wyższych stanów gotowości bojowej i rozwijanie mobilizacyjne. W czasie działań wojennych może to być pobyt w rejonach ześrodkowania (wyjściowych, odtwarzania zdolności bojowej itp.) lub osłona operacyjna na kierunkach biernych.
Jednym z głównych składników pogotowia zbrojnego jest gotowość bojowa wojsk, w tym osiąganie jej wyższych stanów. Dla obrońcy szybkość i sprawność osiągania gotowości do działań jest o wiele ważniejsza niż dla agresora, który wybiera czas rozpoczęcia działań wojennych. Obrońca musi reagować na akcję napastnika i musi być zawsze gotowy do działania. Większe wymagania stosuje się wobec wojsk stacjonujących  w strefach przygranicznych i wobec sił szybkiego reagowania, mniejsze zaś wobec tych, które znajdują się w głębi teatru wojny.
Realizację podwyższania stopnia gotowości bojowej wojsk winna charakteryzować skrytość działania. Mechanizm, technika, konkretne możliwości i rozwiązania zapewniające bezkolizyjny przebieg tego procesu powinny być strzeżone szczególną tajemnicą. W ramach maskowania strategicznego możliwe jest jednak dokonywanie tego wręcz w ostentacyjny sposób, włącznie z sugerowaniem wyższego stopnia gotowości i zdolności bojowej, niż rzeczywisty. Może to być niekiedy czynnikiem na tyle odstraszającym, że powstrzyma potencjalnego agresora od podejmowania działań.
Kolejnym elementem pogotowia zbrojnego jest strategiczne rozwinięcie sił zbrojnych, czyli mobilizacyjne i operacyjne rozwinięcie wojsk. Jego celem jest przestawienie wojsk ze stanu pokojowego na wojenny oraz przyjęcie ugrupowania strategicznego.
Operacyjne rozwinięcie wojsk  obejmuje: osiąganie wyższych stanów gotowości bojowej, rozwijanie mobilizacyjne podległych jednostek, przegrupowanie wojsk do obszarów i rejonów wyjściowych i osiąganie gotowości do przeprowadzenia pierwszej operacji.
System operacyjnego rozwinięcia wojsk powinien on być na tyle elastyczny, aby zapewniać możliwość reagowania na rozwój sytuacji polityczno-militarnej, na zmieniającą się skalę i dynamikę. Powinien być dostosowany zarówno do warunków wojny lokalnej, jak i totalnej.
Związki operacyjne znajdujące się w pierwszym rzucie rozwijać się będą na własnym obszarze bezpośrednio w ugrupowanie obronne, a związki dyslokowane  w głębi teatru wojny tworzyć będą z reguły drugi rzut strategiczny lub też mogą być wykorzystywane do wzmocnienia pierwszorzutowych związków operacyjnych.
W czasie wojny podstawowymi rodzajami działań pogotowia zbrojnego będą: osłona operacyjna na kierunkach gdzie nie toczą się działania wojenne oraz pobyt wojsk w obszarach i rejonach ześrodkowania, w których wojska odtwarzają zdolność bojową.